# ان‌جی‌سی ۷۵۹۲
ان‌جی‌سی ۷۵۹۲ یک سیستم کهکشانی متقابل است که در فاصله ۳۰۰ میلیون سال نوری و در صورت فلکی دلوقرار دارد. این کهکشان توسط ویلیام هرشل در ۲۰ سپتامبر ۱۷۸۴ کشف شد. درخشندگی کل مادون قرمز آن 1011.33 L ☉ است، و بنابراین آن را به عنوان یک کهکشان مادون قرمز درخشان دسته‌بندی می‌کنند و یکی از کهکشان‌ها میزبان کهکشان سیفرت نوع ۲ است.

## مشخصات
ان‌جی‌سی ۷۵۹۲ یک سیستم کهکشانی در حال تعامل و ادغام کهکشان مداوم بین کهکشان نوع اولیه و کهکشان مارپیچی نوع دیررس است. این سیستم دارای حداقل دو نیروی کشندی ضعیف منتشر است، با یک دسته طولانی که حدود ۲ دقیقه قوس به سمت جنوب دارد. بر اساس درخشش کل فروسرخ کهکشان (10 L ☉)، ان‌جی‌سی ۷۵۹۲ به عنوان یک کهکشان مادون قرمز درخشان دسته‌بندی می‌شود. کهکشان‌های مادون قرمز درخشان با افزایش ستاره‌زایی مشخص می‌شوند. نرخ تشکیل ستاره ان‌جی‌سی ۷۵۹۲ 26 M☉ در سال تخمین زده شده‌است.